# آزادماهی شکم‌رنگی باله‌دراز
آزادماهی شکم‌رنگی باله‌دراز (نام علمی: Salvethymus svetovidovi) نام یک گونه از تیره آزادماهیان است.